# Dydnia
Dydnia è un comune rurale polacco del distretto di Brzozów, nel voivodato della Precarpazia.
Ricopre una superficie di 130,02 km² e nel 2004 contava 8 259 abitanti.